# 永樂街

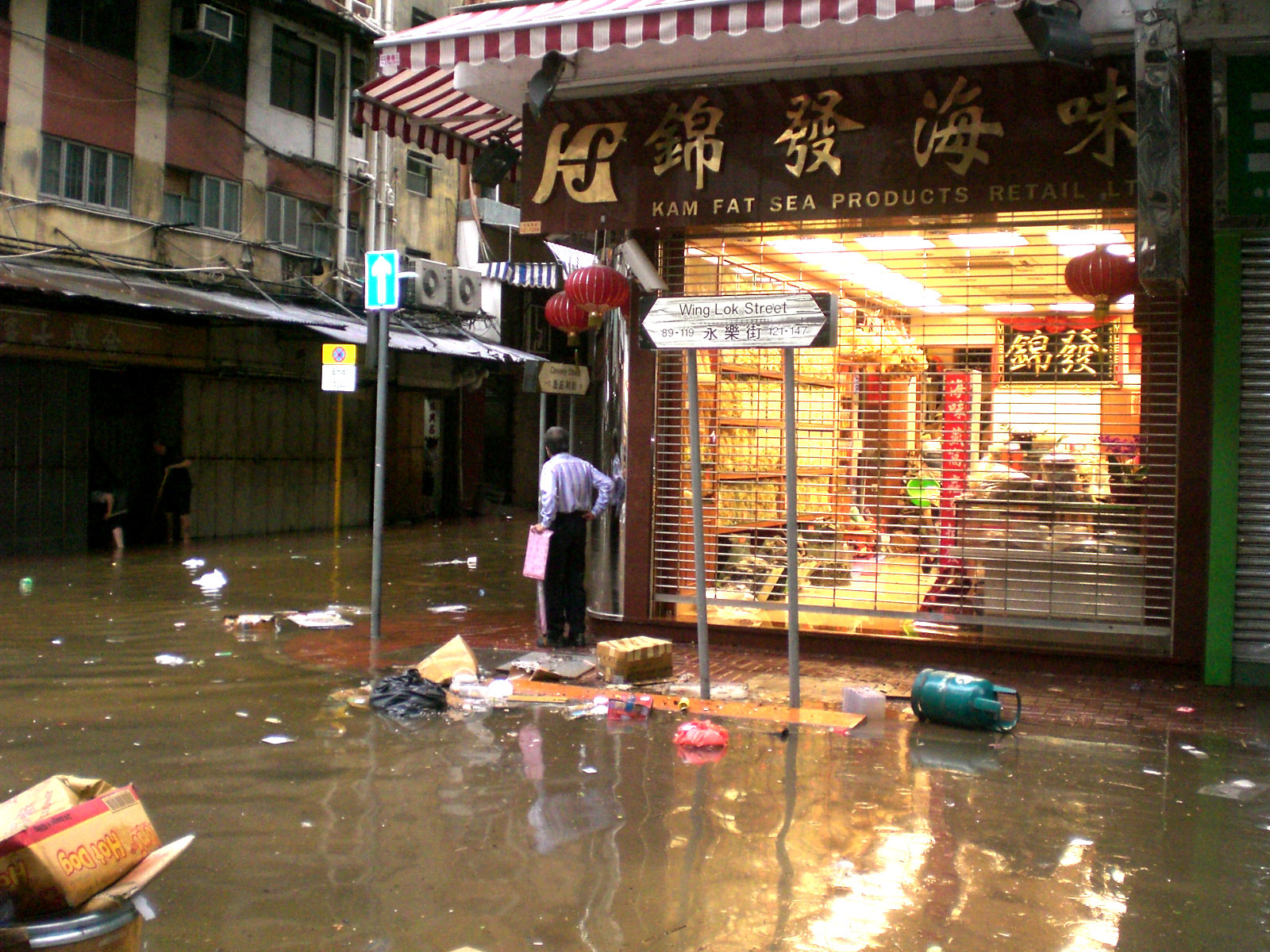
2008年6月水浸之後的永樂街街景

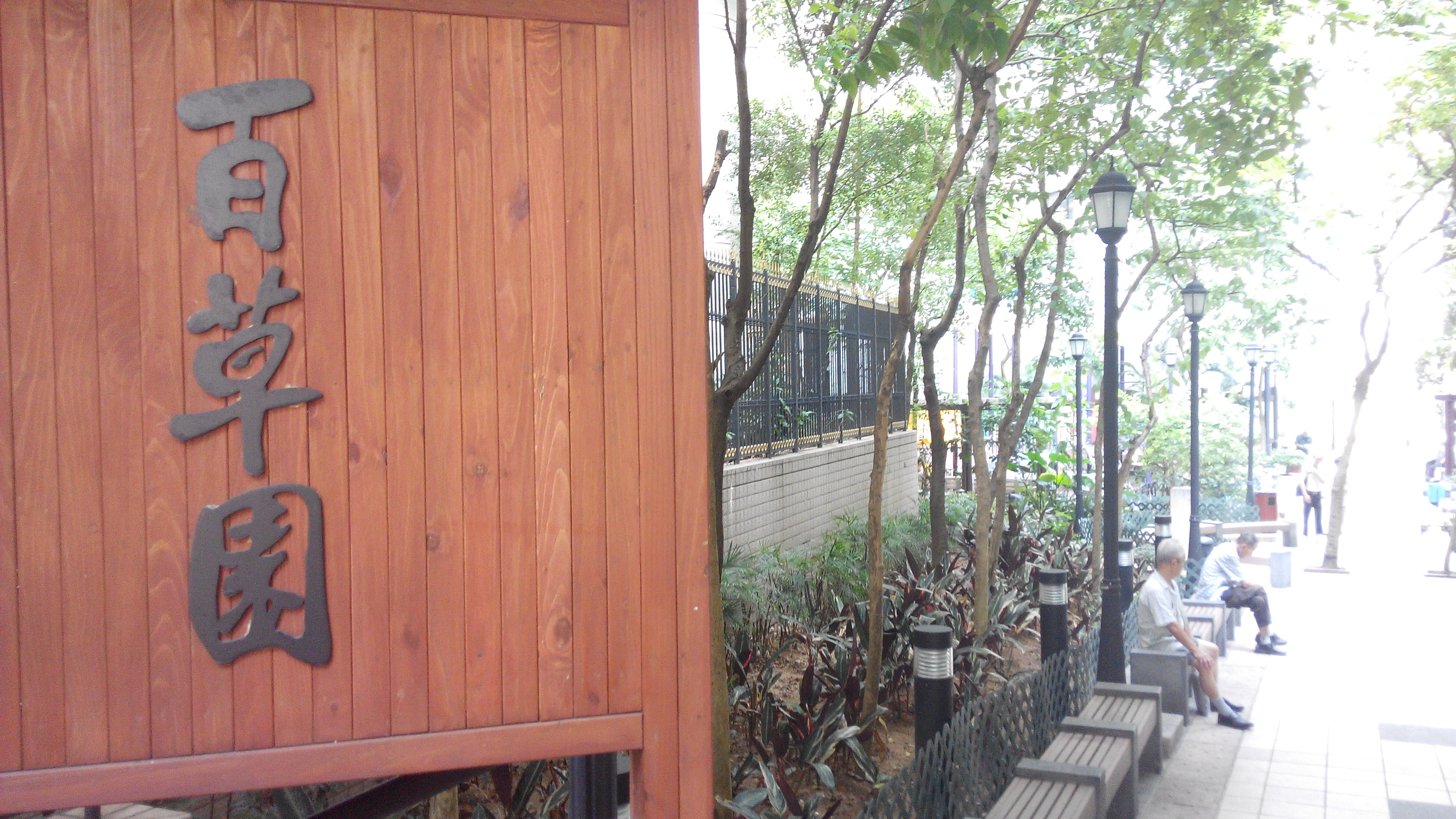
上環香馨里百草園

永樂街（英語：Wing Lok Street），是位於香港香港島近上環電車總站南面的一條歷史悠久的街道，近街店鋪都是販賣南北貨海味「鮑參翅肚」為主，所以是有名的海味街及參茸燕窩街。街道全長有700米，東西走向，沿途經德輔道中、林士街、文華里、禧利街的港鐵港島綫上環站A2入口、急庇利街、摩利臣街、德輔道西等。
永樂街地處低窪，所以下大雨的時候，此街的部分地段是會水浸的。2009年政府耗資2.2億港元，於皇后大道中建造雨水截流渠及於海旁附近興建抽水站。2012年完成的港島西雨水排放隧道亦有助解決水浸問題。

## 鄰近
- 上環市政大廈
- 西港城
- 香港鐵路港島綫上環站
- 文華里
- 中遠大廈
- 德輔道西
- 文咸西街
- 香馨里百草園

## 外部連結
- 上環永樂街地圖[]